# Pedicellaster typicus
Pedicellaster typicus is een zeester uit de familie Pedicellasteridae.
De wetenschappelijke naam van de soort werd in 1861 gepubliceerd door Michael Sars.